# Allophylus dodsonii
Allophylus dodsonii là một loài thực vật]] thuộc họ Sapindaceae. Đây là loài đặc hữu của Ecuador.